# سحلية خضراء أوروبية
سحلية خضراء أوروبية أو سِقَّايَة خضراء أو عظاية خضراء (الاسم العلمي Lacerta viridis)، حيوان بيوض من العظائيات وفصيلة السقايات. موطنه البلاد المعتدلة الحرارة.

## الوصف
جسمها يطول من 32 إلى 36 سم. الأنثى أكبر قدًا من الذكر. رأسها محرافي الشوزن. عيناها لوزيتان تلحفهما أجفان شفافة متحركة. أذناها خافتتا الغشاء الصيواني التبني الغلاف. عنقها متوسطة الطول والشخانة. اصابعها دقيقة مجهزة بأظافير حادة. جلدها متتابع الثعاليل الدقيقة. ذنبها سريع العطب. ثوبها اخضر اللون، أسفع المواج، تعلوه رقشة سمراء زيتية تنتهي عند قاعدة الذنب. الذكر يتميز بزهاء اللون وبإزرقاق النحر. بياتها الشتوي يستمر من 12 إلى 15 أسبوعًا. والأنثى تبيض من 8 إلى 16 شقلة تطمرها في الجثالة والدبال. تألف المرو والأماكن الرطبة. تسرح في النهار الأنثى برفقة الذكر وتبيت معه في جحر واحد. قوتها الحشرات والديدان والذباب والهوام. تعتبر من الزحافات النافعة.